# Siemens S70

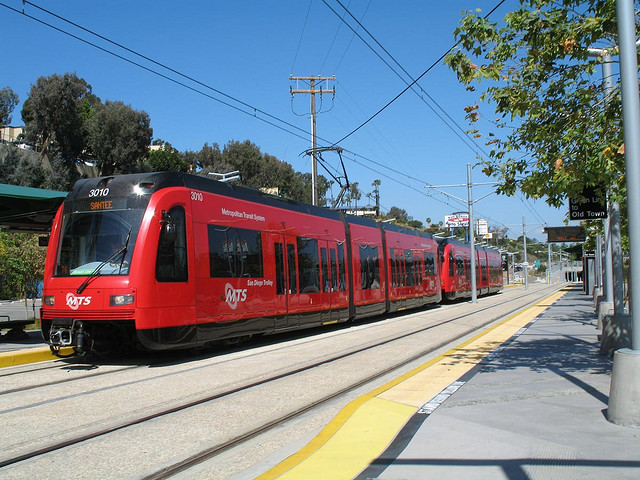
Coche Siemens S70 para el Tranvía de San Diego el San Diego, California

El Siemens S70  o Avanto es un vehículo ferroviario ligero de piso bajo o tranvía fabricado por Siemens. En los Estados Unidos, Siemens se refiere a este modelo sólo como el S70,  mientras que el nombre Avanto se utiliza en Europa.
El S70 está en uso, o en encargo, por varios sistemas de tren ligero en los Estados Unidos.
En Europa, los modelos Siemens Combino y  Avenio son las ofertas preferidas para tren ligero o los sistemas de tranvías, y los Avanto se venden principalmente para los sistemas de tren-tram que, en todo o en parte, comparten sus vías con los trenes de ferrocarril convencional. Sus principales competidores son Bombardier’s Flexity Link tren-tranvía, los CAF Urbos  y el Citadis de Alstom con sus variantes Regio-Citadis/Citadis-Dualis tren-tram. Hasta la fecha, el Avanto se ha vendido a dos tren-tram operaciones en Francia.

## Características
Vehículo ferroviario ligero articulado de piso bajo, Bi-direccional y de seis ejes, construido en acero de alta resistencia y baja aleación (High-strength low-alloy [HSLA]) y materiales compuestos.
El Piso bajo comprende el 70% del interior y se extiende entre los bogies de extremo a través de la sección central articulada.
El S70/Avanto tiene un diseño modular, y puede ser incorporado en una serie de diferentes tamaños y configuraciones.
Hasta la fecha, todos los S70s entregado en América del Norte han tenido una  longitud de entre 28 m (91 pies) y 29 m (96 pies),  pero los 77 coches actualmente enorden para el sistema de Salt Lake City TRAX y los 57 coches en orden para el Tranvía de San Diego serán sólo de 25 m (81 pies) de largo. Los Avantos construidos en Francia tienen una longitud de 36,68 m (120,3 pies).
Aunque la mayoría de los vehículos S70 son bidireccionales, con controles de operación en ambos extremos, y puertas en ambos lados, los 22 vehículos en servicio en el sistema de Portland MAX son unidireccionales, con cabina de operación en un solo extremo de cada coche. Sin embargo, tienen las puertas en ambos lados, y en el servicio siempre operan en pares, acoplados de espaldas, de manera que cada componente tiene controles de operación en ambos extremos.
El S70/Avanto se puede configurar para el funcionamiento de varias combinaciones de fuente de alimentación. Los Avantos ordenados para Francia son capaces de operar con 750 V DC, cuando funciona en una línea de infraestructura tranviaria o ferroviaria ligera, y con 25 kV AC, cuando funciona en una línea de infraestructura ferroviaria primaria.

## Sistemas alrededor del mundo
Estados Unidos
- Houston (Texas): METRORail
- San Diego (California): Tranvía de San Diego
- Charlotte (Carolina del Norte): LYNX Blue Line → en
- Norfolk (Virginia): Tide Light Rail → en

Francia
- París: Línea T4 (Tranvía de París)